# R70 (België)
De R70, of de Groene Boulevard, is de kleine ringweg rond de Belgische stad Hasselt. De weg vormt een volledige lus rond het centrum van de stad. Het autoverkeer geschiedt op 2 rijvakken die aan de buitenzijde in tegenwijzerzin lopen. Aan de binnenzijde zijn er naast parkeerplaatsen op meerdere plaatsen brede zones voorbehouden voor voetgangers. Deze zones werden beplant met bomen. De ringweg heeft een lengte van ongeveer 2,5 kilometer.

## Geschiedenis
De ringweg werd tussen 1846 en 1855 aangelegd op de vroegere stadswallen en was volledig beboomd. Door het toenemende autoverkeer werd het aantal rijvakken verdubbeld op het einde van de jaren 1950 en verdwenen de bomen. Na de aanleg van de Grote Ring nam de druk van het autoverkeer terug af waardoor het mogelijk was om het aantal rijvakken op de ring terug te halveren. Tussen 1997 en 2000 werd de ring dan ook heringericht en omgevormd tot de huidige Groene Boulevard.

## Straatnamen
De R70 heeft de volgende straatnamen:
- Guffenslaan
- Guldensporenplein
- Kolonel Dusartplein
- Martelarenlaan
- Thonissenlaan
- De Schiervellaan
- Leopoldplein